# Abd-ar-Rahman ibn Àlqama
Abd-ar-Rahman ibn Àlqama al-Lakhmí (àrab: عبد الرحمن بن علقمة اللخمي, ʿAbd ar-Raḥmān b. ʿAlqama al-Laẖmī) (?-747) fou valí d'Arbuna. Probablement era fill del general Àlqama, mort en la batalla de Covadonga.
El 740, quan Abd-al-Màlik ibn Qàtan al-Fihrí substituí Uqba ibn al-Hajjaj as-Salulí com a valí de l'Àndalus, fou nomenat valí d'Arbuna en substitució de Yússuf ibn Abd-ar-Rahman al-Fihrí. Després de la mort d'Abd-al-Màlik ibn Qàtan al-Fihrí, s'aixecà contra Balj ibn Bixr al-Quxayrí, a qui ferí de mort en la batalla de Qúrtuba, el 742, que fou guanyada pels àrabs sirians. Es mantingué al capdavant d'Arbuna fins que Yússuf al-Fihrí accedí al valiat de l'Àndalus el 747 i aquest manà eliminar-lo.